# 虚线钟螺
虚线钟螺是原始腹足目钟螺科Calliostoma的一种。主要分布于台湾，常栖息在浅海沙底。